# Stadion der Freundschaft

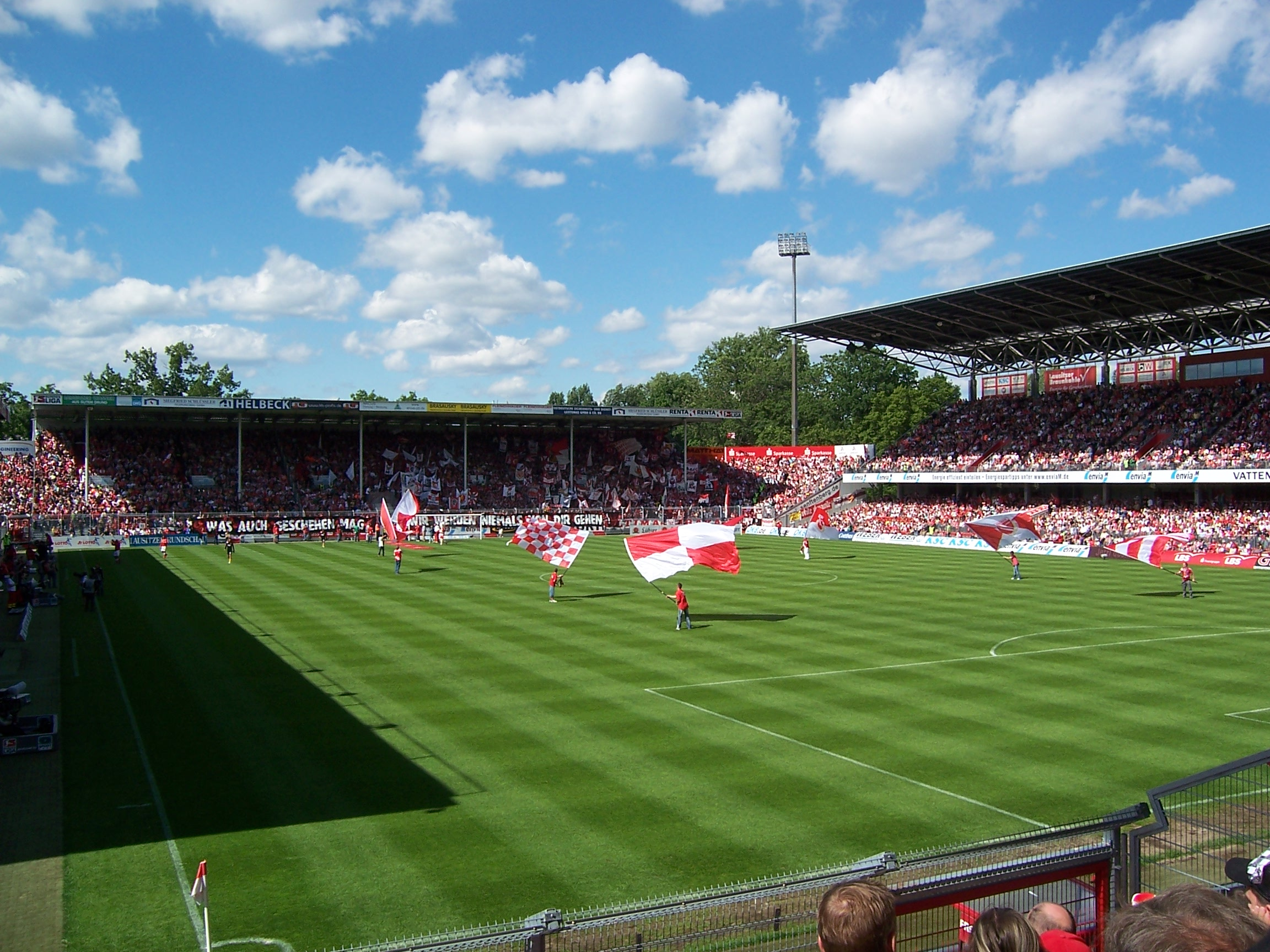
Stadion der Freundschaft

A Stadion der Freundschaft nevű labdarúgó-stadion jelenleg a Bundesliga 2-ben[ szereplő FC Energie Cottbus használja. A 22528 férőhelyes stadiont 1930-ban nyitották meg Cottbus városában, mely Németország brandenburgi részén található. A pálya fűtött, a lelátók fedettek, világítás van, a pályafelszín füves. A stadiont az Energie Cottbus fiókcsapata, az Energie Cottbus II is használja, ezen kívül a városban tartott zenei fesztiváloknak, koncerteknek is otthont ad.

## Fordítás
Ez a szócikk részben vagy egészben  a   Stadion der Freundschaft (Cottbus) című angol Wikipédia-szócikk fordításán alapul.  Az eredeti cikk szerkesztőit annak laptörténete sorolja fel. Ez a jelzés csupán a megfogalmazás eredetét és a szerzői jogokat jelzi, nem szolgál a cikkben szereplő információk forrásmegjelöléseként.